# Cerro El Carbón
El cerro El Carbón es una montaña que forma parte del cordón de Manquehue, en la Precordillera chilena de la Región Metropolitana de Santiago. Posee una altitud de 1365 m s. n. m., siendo el tercero más alto del cordón montañoso, luego del cerro Manquehue y El Peñón. Administrativamente está ubicado entre las comunas de Vitacura y Huechuraba, a un costado del colegio Saint George's. 

## Descripción
El cerro forma parte integral del cordón de Manquehue, ubicado al sur del cerro El Peñón y al surponiente del cerro Manquehue. En términos geomorfológicos, la montaña es atribuida a la formación Abanico y se subdivide en dos unidades: la parte inferior o baja que presenta tobas volcánicas (unidad 1), y desde la parte media hasta la cumbre la segunda unidad, compuesta principalmente por rocas ígneas hechas de lava y algunas brechas volcánicas. Alrededor del cuerpo montañoso se ubican una serie de quebradas, entre las que destacan la quebrada Agua del Palo hacia el oriente y la quebrada La Ermita hacia el norte.

## Ruta de senderismo
El cerro El Carbón es visitado anualmente por cerca de 20 mil personas. La ruta para hacer senderismo se inicia por una pendiente en paralelo a la autopista Nororiente en la rotonda del camino La Pirámide hacia el poniente, mientras que al costado oriente se ubica el colegio Saint George's College. Toda la ruta cuenta con cuatro miradores: Las Pircas, El Litre, Guayacán y La Montaña. Existe una señalización que indica los distintos puntos de la ruta suministrada por el Parque Metropolitano de Santiago. La entrada es gratuita y no requiere registro ni inscripción para acceder.